# Xavier Leroux

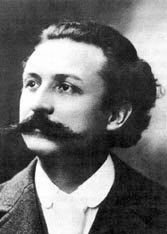
Xavier Leroux.

Xavier Henry Napoléon Leroux, född den 11 oktober 1863 i Velletri, Italien, död den 2 februari 1919 i Paris, var en fransk tonsättare.
Leroux, som var lärjunge av Massenet och Dubois vid Pariskonservatoriet, vann 1885 Rompriset och blev 1896 professor i harmoni vid konservatoriet. Han komponerade operorna Évangeline (1895), Astarté (1901), La Reine Fiammette (1903), William Ratcliff (1906), Théodora (samma år), Les Cadeaux de Noël (1915) med flera samt musik till skådespel, orkester- och kyrkomusik, sånger och pianostycken.